# استفانو پروسیدا
استفانو پروسیدا (انگلیسی: Stefano Procida؛ زادهٔ ۱۴ فوریهٔ ۱۹۹۰) بازیکن فوتبال اهل ایتالیا است.
از باشگاه‌هایی که در آن بازی کرده‌است می‌توان به باشگاه فوتبال ناپولی، باشگاه فوتبال آلساندریا، و باشگاه فوتبال ترنانا اشاره کرد.